# Coppa del Mondo femminile di pallavolo 1981
La III Coppa del Mondo femminile di pallavolo si è svolta dal 7 al 16 novembre 1981 ad Osaka, in Giappone. Al torneo hanno partecipato 8 squadre nazionali e la vittoria finale è andata per la prima volta alla Cina.

## Classifica finale
| Classifica | Squadre          | Qualificazione               |
| ---------- | ---------------- | ---------------------------- |
|            | Cina             |                              |
|            | Giappone         | Giochi della XXIII Olimpiade |
|            | Unione Sovietica |                              |
| 4          | Stati Uniti      |                              |
| 5          | Corea del Sud    |                              |
| 6          | Cuba             |                              |
| 7          | Bulgaria         |                              |
| 8          | Brasile          |                              |